# Ouragan Kenna

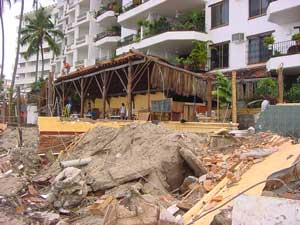
Dommages de Kenna

L'ouragan Kenna est la troisième tempête la plus puissante ayant atteint le Mexique. Elle fut active du 22 octobre au 26 octobre 2002.